# Alèthe (sainte)
Pour les articles homonymes, voir Alèthe (homonymie).
Aleth de Montbard ou Alèthe ou Alette  (1070-1107) est bienheureuse et mère de saint Bernard de Clairvaux. Elle est fêtée le 4 avril.

## Biographie
Aleth a pour père le premier comte Bernard Ier de Montbard (1040-1103) en Bourgogne. Elle passe son enfance au château de Montbard et a pour frère André de Montbard (un des neuf fondateurs de l'ordre du Temple et cinquième maître de l'ordre).
En 1085, elle épouse le seigneur de Fontaine-lès-Dijon et chevalier Tescelin le Roux (Tescelin Sorrel), issu de Châtillon-sur-Seine et vassal du duc Eudes Ier de Bourgogne, avec qui elle a six fils et une fille au château de Fontaine-lès-Dijon, dont saint Bernard de Clairvaux, saint Gérard et sainte Ombeline...
En 1102, Aleth, qui se consacre à aider les plus nécessiteux, fait édifier une chapelle dédiée à saint Ambrosinien face au château (au XIVe siècle l'église Saint-Bernard de Fontaine-lès-Dijon est construite sur l'emplacement de cette chapelle).  

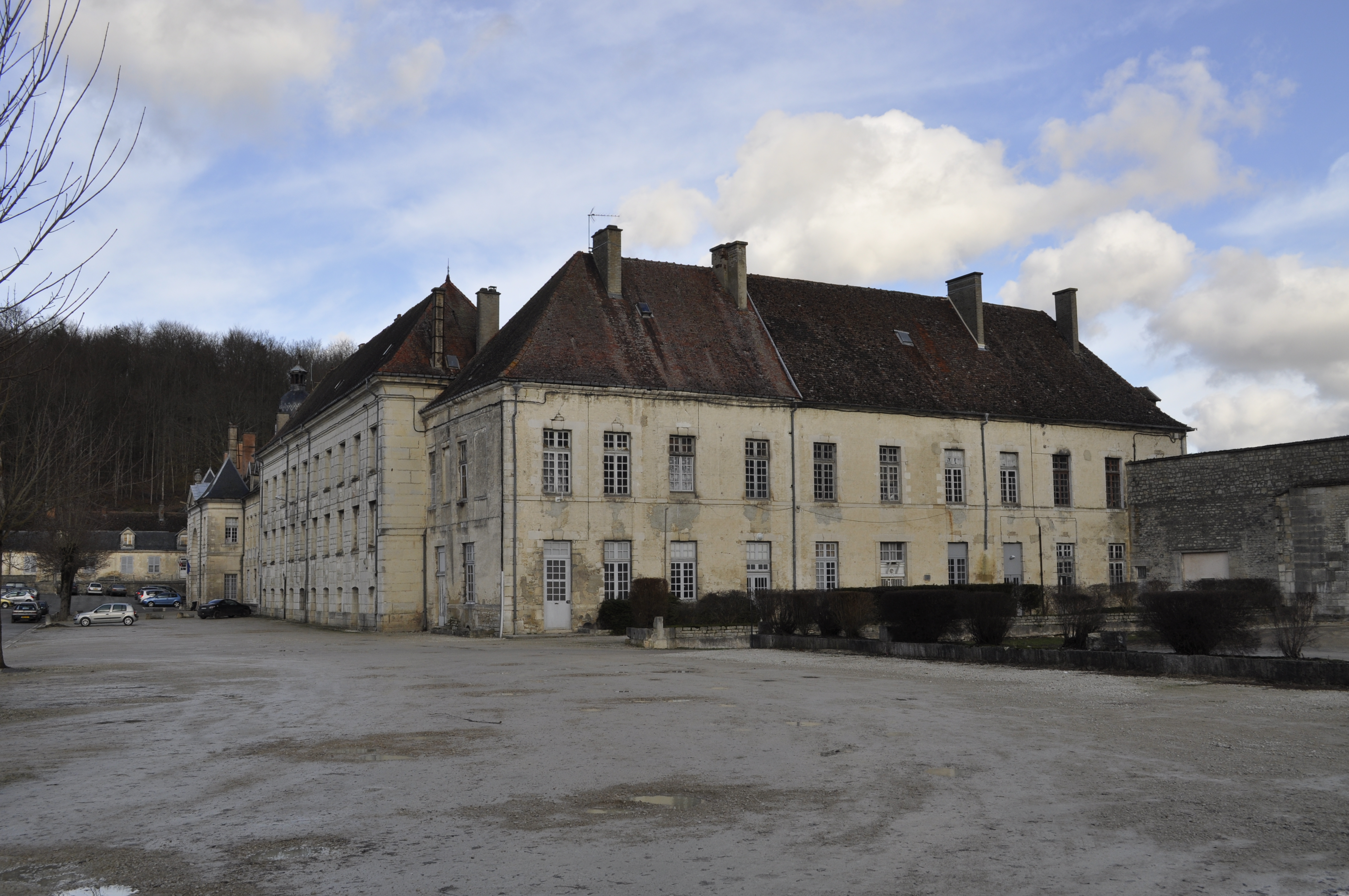
Abbaye de Clairvaux.

Elle disparaît en 1107. Considérée comme une sainte[réf. nécessaire], son corps est solennellement transféré dans la crypte de l'abbatiale de l'abbaye Saint-Bénigne de Dijon (auprès du sarcophage de saint Bénigne). Son tombeau est entouré d'une grande dévotion durant plus de 100 ans.
En 1250, ses reliques sont transférées à l'abbaye de Clairvaux à côté du tombeau de son fils saint Bernard de Clairvaux.

## Galerie

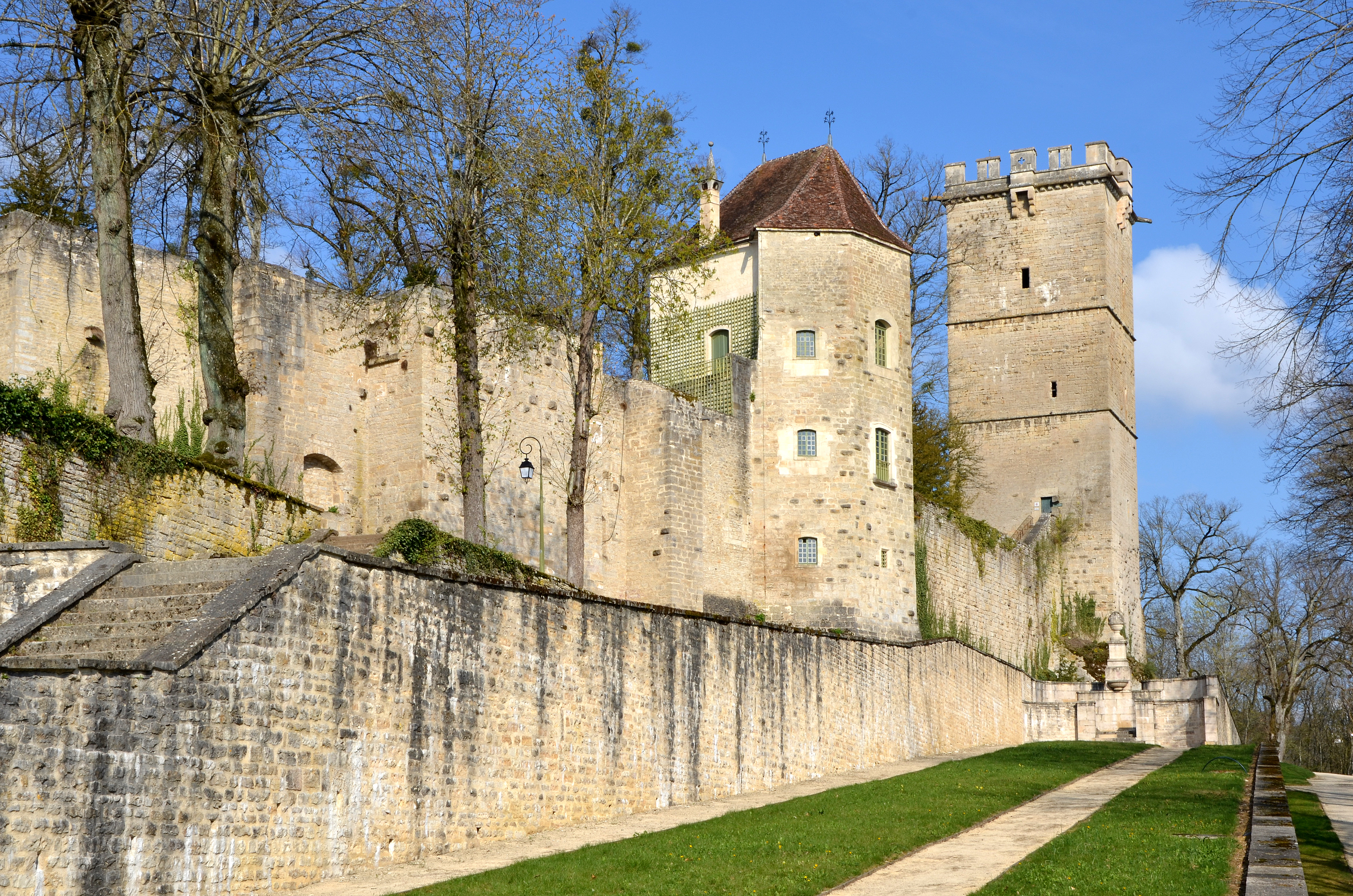
Château de Montbard.
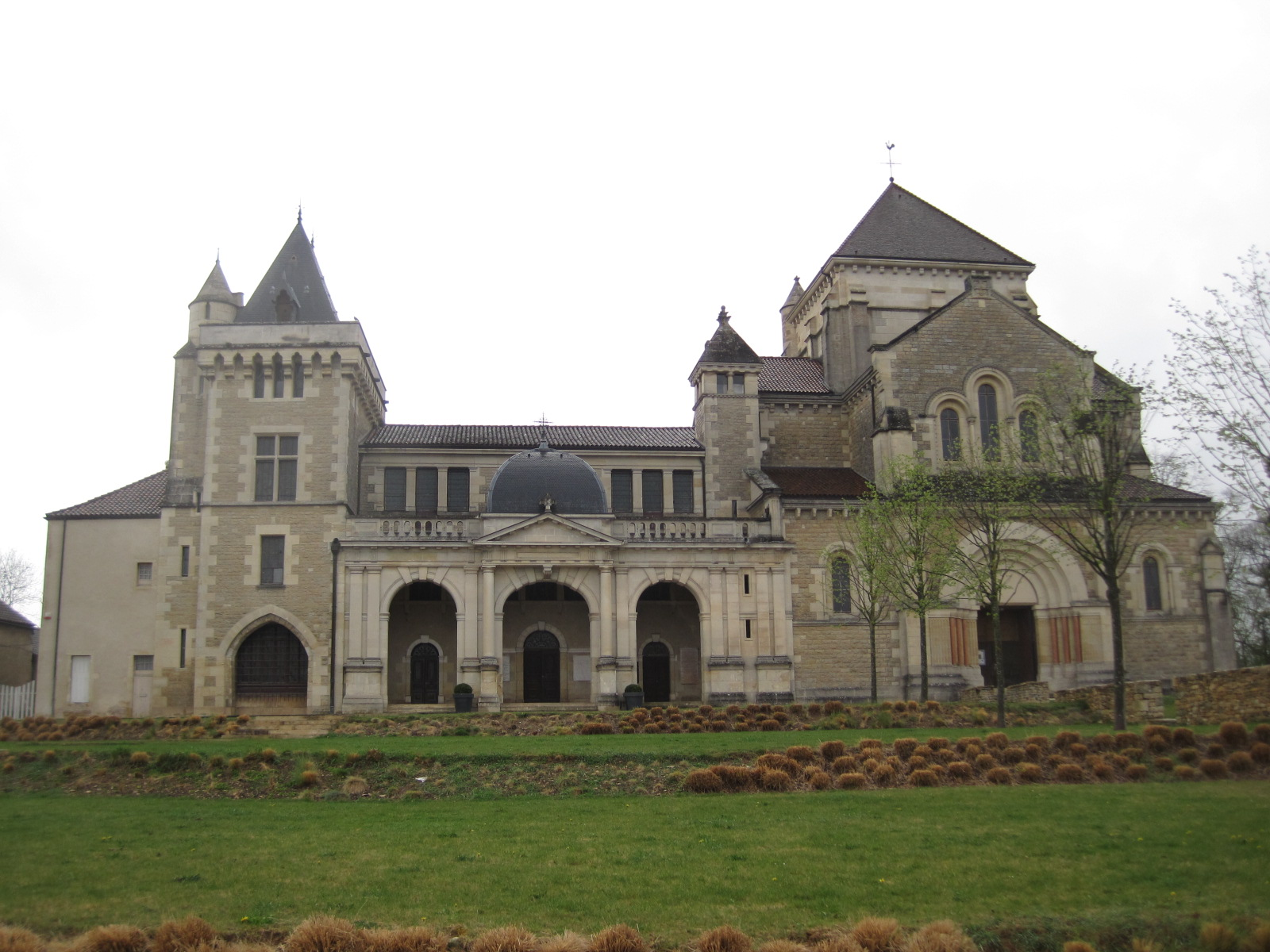
Château et basilique de Fontaine-lès-Dijon.
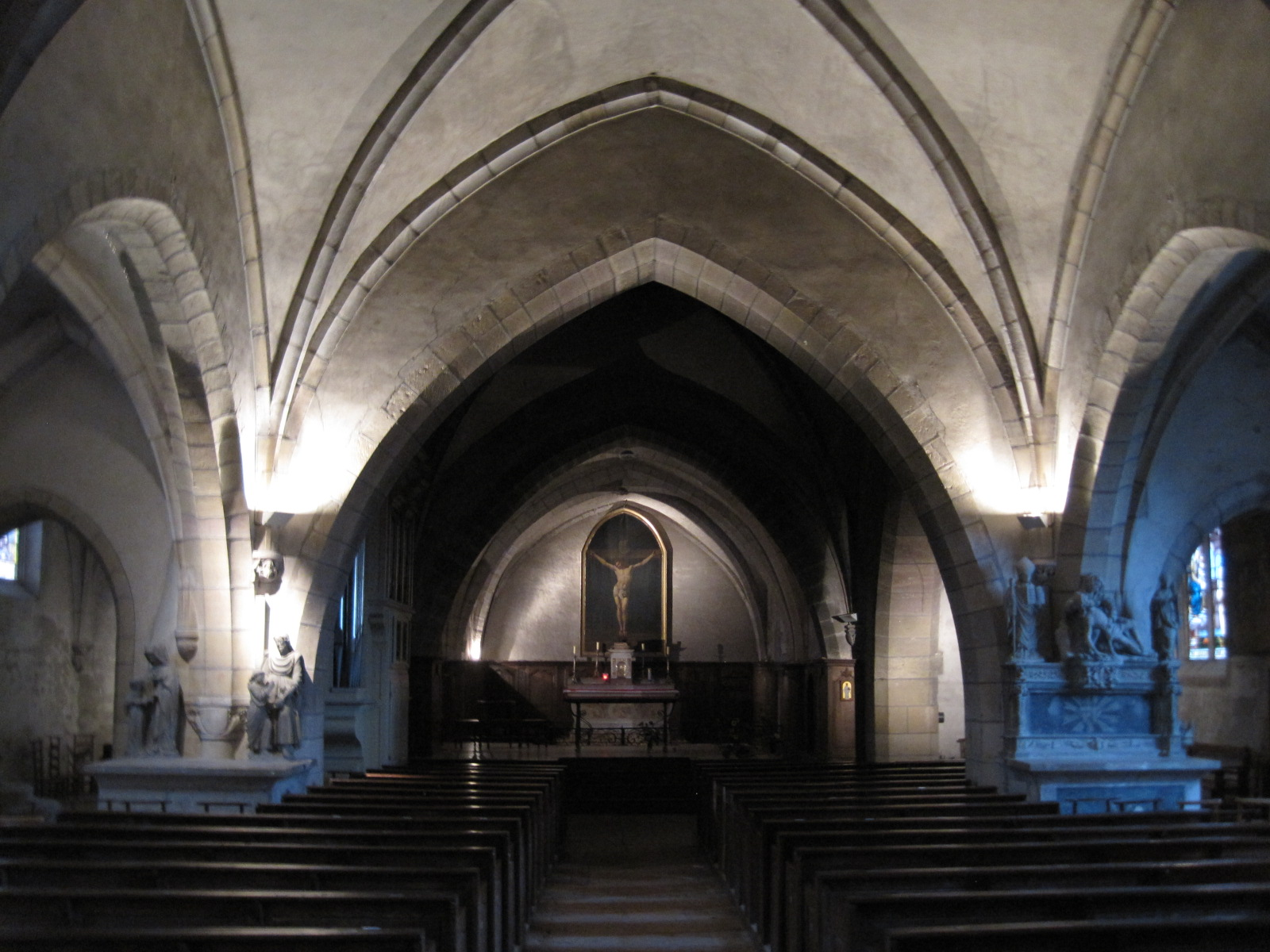
Église Saint-Bernard de Fontaine-lès-Dijon.

## Sources
- Nominis : Bienheureuse Alèthe de Montbard.
- Prions en Église, Éditions Bayard, avril 2009, p. 18

### Articles liés
- Bernard de Clairvaux
- André de Montbard
- Château de Montbard
- Château et basilique de Fontaine-lès-Dijon
- Église Saint-Bernard de Fontaine-lès-Dijon
- Abbaye de Clairvaux